# Панагула
Панагула (на гръцки: Παναγούλα); със старо име до 1928 г. Меденико (на гръцки: Μερδένικος ή Μπερδενίκος) е планинско село в Акарнанските планини. Старо му име до 1928 г. е Меденико (на английски: Medenico), което е отбелязано на карта от 1828 г.
Селото е преименувано на църквата „Панагия“ (Богородица) на входа му. Меденико се споменава за първи път в османските архиви през около 1521 г. със 157 семейства, след около четиридесет години (1562) семействата са намаляват до 90. През 1732 г. е с 10 семейства, като същият брой се запазва през 1815 г. 